# The Hybrid Front
The Hybrid Front (ハイブリッド・フロント?) è un videogioco strategico a turni sviluppato e pubblicato da SEGA nel 1994 per Sega Mega Drive. Nel 2007 il titolo è stato distribuito per Wii tramite Virtual Console.

## Trama
The Hybrid Front è ambientato sulla Terra del XXVI secolo, popolata da mercenari.